# Артакама
Артакама или Апама (на старогръцки: Ἀρτακάμα; на латински: Artakama, Apama) е персийската принцеса, първата съпруга на Птолемей I Сотер, който е цар на Египет от 323 до 283 г. пр. Хр. и основава династията на Птолемеите.  Артакама се казва Апама при Плутарх.
Тя е дъщеря на Артабаз II (ок. 390 г. пр. Хр., † ок. 325 г. пр. Хр.), сатрап на Фригия и правнучка на великия цар Артаксеркс II.  Майка ѝ е сестра на Родоските военачалници Мемнон и Ментор, които са на персийска служба през 340 – 330 г. пр. Хр.
Артакама е сестра на Барсина († 309 г. пр. Хр.) и Артонис. Нейните братя Фарнабаз, Кофен, Арсам, Ариобарзан и Илионей са на служба при Александър Велики.
През април 324 г. пр. Хр. на масовата сватба в Суза в Персия, по желание на Александър Велики, Артакама се омъжва за стратега Птолемей, по-късният цар на Египет. Сестра ѝ Артонис тогава е омъжена за секретаря и по-късен пълководец Евмен.
Артакама и Птолемей нямат деца. За по-нататъшна съдба на Артакама няма сведения.